# Manu Ginóbili
Emanuel David Ginóbili dit Manu Ginóbili, né le 28 juillet 1977 à Bahía Blanca, est un joueur argentin de basket-ball évoluant au poste d'arrière et d'ailier. Venant d’une famille de joueurs de basket-ball, il est international argentin. En NBA, il a évolué pendant toute sa carrière aux Spurs de San Antonio.
Ginóbili passe le début de sa carrière de basketteur en Argentine et en Italie, où il cumule les récompenses individuellement et en équipe. Avec l’équipe italienne du Kinder Bologne, il gagne deux fois le titre du meilleur joueur dans la Ligue A et réalise un triplé championnat, coupe et l'Euroligue en 2001. Il est sélectionné en 57e position dans la draft 1999 de la NBA. En raison de cette mauvaise position dans la draft, Ginóbili retourne en Italie et ne se joint aux Spurs qu’en 2002. Il devient un joueur-clé pour son équipe, et obtient quatre titres (championnat de la NBA) en plus d’être nommé dans l’équipe All-Star de la NBA en 2005 et 2011. Durant la saison 2007-2008, il est nommé NBA Sixth Man of the Year, trophée remis au joueur ne faisant pas partie du cinq majeur de son équipe et s’étant le plus démarqué durant la saison.
Ginóbili a aussi connu le succès au sein de l’équipe nationale d’Argentine. Il a fait ses débuts avec l’équipe nationale en 1998 et est un membre de l’équipe ayant gagné la médaille d’or aux Jeux olympiques de 2004. Perçu comme un des meilleurs joueurs non-américains à avoir joué en NBA, il joue un jeu rapide et intense. Il est également, avec Bill Bradley, l'un des deux seuls joueurs de l'histoire à avoir remporté tous les titres majeurs : titre NBA, Euroligue et médaille d'or aux Jeux olympiques (avec l'Argentine).
Il prend sa retraite sportive le 27 août 2018, à 41 ans et après 16 saisons jouées sous les couleurs texanes de San Antonio. Il est intronisé en 2022 au Basketball Hall of Fame pour récompenser l'intégralité de sa carrière.

## Famille et vie personnelle
Manu Ginóbili est issu d'une famille de basketteurs. Son frère aîné, Leandro, a pris sa retraite en 2003 après avoir joué sept ans dans la ligue argentine de basketball, tandis que son autre frère, Sebastián, a joué dans la ligue argentine et la Liga Española de Baloncesto. Leur père, Jorge, était entraîneur d’un club à Bahía Blanca, où Manu a appris à jouer. Compte tenu du nombre d'équipes de basket-ball à Bahía Blanca et de son admiration pour Michael Jordan, l’amour pour le jeu grandit vite chez lui.
Comme beaucoup d'Argentins, Ginóbili est un descendant d'immigrants italiens et possède une double citoyenneté argentine et italienne. Ayant beaucoup voyagé au cours de sa carrière, il parle l’espagnol, l’italien et l’anglais couramment. En 2004, il se marie à Marianela Oroño, le 16 mai 2010, cette dernière donne naissance à des jumeaux : Dante et Nicola et le 21 avril 2014 Luca.

## Carrière
Ginóbili est un arrière mesurant 1,98 m et pesant 93 kilos. C'est un gaucher qui se sert aussi de sa main droite. Ginóbili est connu pour son jeu dynamique, ses passes et ses attaques en pénétration spectaculaires. Il fait aussi de nombreux dunks avec l'une ou l'autre main, profitant de son premier pas très rapide. Son style de jeu atypique est un véritable problème pour les défenseurs adverses. Son jeu défensif est parfois source de critiques, notamment de l'entraîneur des Nuggets de Denver, George Karl.

### Le commencement: l'Argentine et l'Italie
Emanuel Ginóbili commence sa carrière professionnelle dans la ligue argentine de basket-ball pour l'équipe d'Andino Sport Club, à La Rioja, durant la saison 1995-96. Il est ensuite transféré au club d'Estudiantes de Bahía Blanca la saison suivante. Il joue pour l'équipe de sa ville natale jusqu'à ce que le championnat italien l'attire en 1998. Il rejoint l'Europe et plus précisément le club de Viola Reggio de Calabre, avec lequel il joue les saisons 1998-1999 et 1999-2000. Il est ensuite transféré au célèbre Virtus Bologne, qu'il aide à remporter le Championnat d'Italie en 2001, les Coupes d'Italie de 2001 et de 2002 et l'Euroligue de 2001, dont il est élu meilleur joueur. Il participe également au All-Star Game italien trois fois durant cette période. Du fait de ses origines italiennes, il devint une figure emblématique du basket-ball italien.

### Le rêve américain avec les Spurs

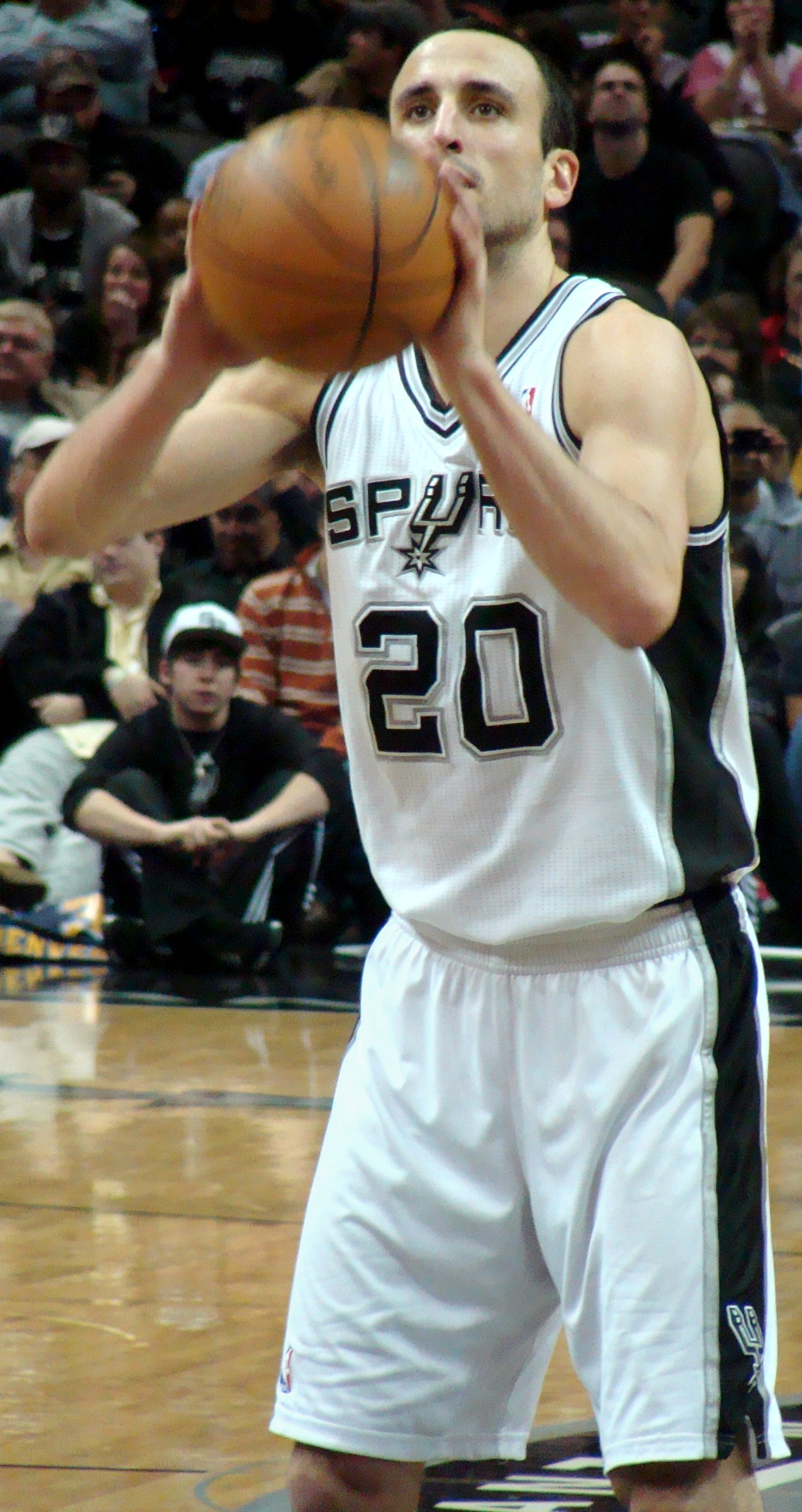
Ginóbili évolue avec les Spurs depuis 2002.

Lors de la Draft de la NBA de 1999, les Spurs de San Antonio sélectionnent Manu Ginóbili au second tour, assez loin, avec le 57e choix, soit l'avant dernier de tout le repêchage. Cependant, il ne signe avec le club texan qu'après le Championnat du Monde de 2002 à Indianapolis où il fait partie de l'équipe du tournoi en compagnie de la future star de la NBA Yao Ming et des vedettes déjà célèbres Dirk Nowitzki et Peja Stojakovic. Ginóbili mène alors l'Argentine à la seconde place. Depuis ce jour, certains spécialistes le désignent comme le plus grand « vol » de la draft de l'histoire moderne de la NBA, voire de l'histoire tout court.
Durant sa première saison dans la NBA, Ginóbili sort du banc pour aider les Spurs à remporter le titre NBA en 2003, en battant les Nets du New Jersey en finale, remportée en six matchs. Il continue d'être un joueur efficace et important tout en sortant du banc en 2004 et devient titulaire en 2005. Le 8 février de cette même année, Ginóbili est sélectionné (par le vote des entraîneurs) dans l'équipe de la Conférence Ouest en tant que remplaçant. C'est sa première apparition au NBA All-Star Game. Le 23 juin, Ginóbili remporte son second titre avec les Spurs, toujours aux côtés de Tim Duncan et Tony Parker, jouant titulaire dans une série très défensive remportée en sept matchs face aux Pistons de Détroit. Ginóbili est tout près de remporter le titre de meilleur joueur de la finale, battu par son coéquipier Tim Duncan (six votes à quatre). Il finit second meilleur marqueur de son équipe, concluant ainsi une saison 2004-2005 mémorable pour lui.
La saison 2005-2006 démarre péniblement pour Ginóbili, qui souffre de plusieurs blessures aux pieds et aux chevilles qui l'empêchent de retrouver son niveau de jeu. Ses statistiques s'en ressentent et l'empêchent également de participer au NBA All-Star Game 2006, où son coéquipier Tony Parker fait ses grands débuts. Les Spurs sont éliminés au stade des demi-finales de la Conférence Ouest durant les playoffs NBA 2006.
En mai 2014, Ginóbili, Tim Duncan et Tony Parker deviennent le trio de joueurs ayant remporté ensemble le plus de rencontres de playoffs, devançant le trio des Lakers formé par Magic Johnson, Michael Cooper et Kareem Abdul-Jabbar (cependant, le trio des Lakers a établi ce précédent record de 110 victoires à une époque où les séries de playoffs comptaient moins de rencontres). Ginóbili remporte de plus avec les Spurs son quatrième titre NBA en battant le Heat de Miami par quatre victoires à une.
L'année suivante, les Spurs terminent 5e de la saison régulière et sont éliminés au premier tour des playoffs contre les Clippers de Los Angeles.
Mais, le 6 juillet 2015, Manu Ginóbili annonce qu'il reste une saison supplémentaire chez les Spurs. Au terme de cette nouvelle saison, il décide à nouveau de rester une année de plus à San Antonio. Le 19 juillet 2017, il re-signe à nouveau pour une saison avec les Spurs.
Le 3 novembre 2017, il devient le 3e joueur de la franchise des Spurs à franchir le cap des 1000 matchs joués (avec Tim Duncan et Tony Parker), et le premier joueur latino-américain à jouer 1000 matchs en NBA.
Le 30 octobre 2018, les Spurs annoncent sur leur page Facebook que son numéro 20 sera retiré lors d'une cérémonie le 28 mars 2019.
Il est intronisé en 2022 au Basketball Hall of Fame pour récompenser l'intégralité de sa carrière, rejoignant son coéquipier de longue date, Tim Duncan.

### Carrière en équipe nationale

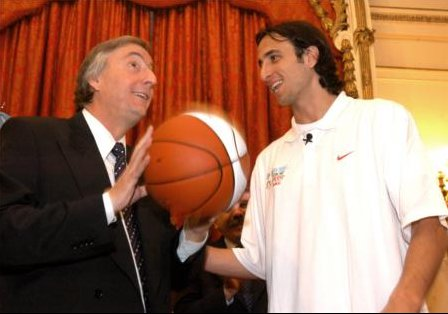
En compagnie du président de l'Argentine, Néstor Kirchner

Le 15 août 2004, Manu Ginóbili mène l'équipe nationale d'Argentine à la médaille d'or durant les Jeux olympiques de 2004 à Athènes. Il est l'un des principaux acteurs lors de la victoire 83-82 face à la Serbie-Monténégro avec un tir réussi alors qu'il tombait au sol avec moins d'une seconde à jouer, en match d'ouverture. L'Argentine remporta la médaille d'or avec un Emanuel Ginóbili leader de son équipe à la marque (19,3 points par match) et aux passes décisives (3,3 par match).

### Après sa carrière de joueur
En septembre 2021, Ginóbili devient conseiller spécial des opérations basket-ball au sein de l'encadrement des Spurs.

## Statistiques NBA

### Saison régulière
Légende :
| Champion NBA | Sixième homme de l'année |

gras = ses meilleures performances
Le tableau suivant présente les statistiques individuelles de Manu Ginobili pendant sa carrière professionnelle en saison régulière
| Saison        | Équipe        | Matchs | Titul. | Min./m | % Tir | % 3pts | % LF | Rbds/m. | Pass/m. | Int/m. | Ctr/m. | Pts/m. |
| ------------- | ------------- | ------ | ------ | ------ | ----- | ------ | ---- | ------- | ------- | ------ | ------ | ------ |
| 2002-2003     | San Antonio   | 69     | 5      | 20,8   | 43,8  | 34,5   | 73,7 | 2,33    | 2,00    | 1,39   | 0,25   | 7,61   |
| 2003-2004     | San Antonio   | 77     | 38     | 29,4   | 41,8  | 35,9   | 80,2 | 4,47    | 3,78    | 1,77   | 0,21   | 12,82  |
| 2004-2005     | San Antonio   | 74     | 74     | 29,6   | 47,1  | 37,6   | 80,3 | 4,45    | 3,89    | 1,61   | 0,36   | 16,03  |
| 2005-2006     | San Antonio   | 65     | 56     | 27,9   | 46,2  | 38,2   | 77,8 | 3,54    | 3,62    | 1,55   | 0,40   | 15,09  |
| 2006-2007     | San Antonio   | 75     | 36     | 27,5   | 46,4  | 39,6   | 86,0 | 4,36    | 3,51    | 1,45   | 0,36   | 16,53  |
| 2007-2008     | San Antonio   | 74     | 23     | 31,0   | 46,0  | 40,1   | 86,0 | 4,78    | 4,49    | 1,47   | 0,45   | 19,49  |
| 2008-2009     | San Antonio   | 44     | 7      | 26,8   | 45,4  | 33,0   | 88,4 | 4,50    | 3,57    | 1,45   | 0,36   | 15,52  |
| 2009-2010     | San Antonio   | 75     | 21     | 28,7   | 44,1  | 37,7   | 87,0 | 3,79    | 4,93    | 1,37   | 0,32   | 16,49  |
| 2010-2011     | San Antonio   | 80     | 79     | 30,3   | 43,3  | 34,9   | 87,1 | 3,69    | 4,91    | 1,54   | 0,35   | 17,41  |
| 2011-2012*    | San Antonio   | 34     | 7      | 23,3   | 52,6  | 41,3   | 87,1 | 3,41    | 4,44    | 0,71   | 0,35   | 12,94  |
| 2012-2013     | San Antonio   | 60     | 0      | 23,2   | 42,5  | 35,3   | 79,6 | 3,35    | 4,57    | 1,33   | 0,22   | 11,75  |
| 2013-2014     | San Antonio   | 68     | 3      | 22,8   | 46,9  | 34,9   | 85,1 | 2,97    | 4,31    | 1,03   | 0,25   | 12,32  |
| 2014-2015     | San Antonio   | 70     | 0      | 22,7   | 42,6  | 34,5   | 72,1 | 3,01    | 4,19    | 0,96   | 0,29   | 10,54  |
| 2015-2016     | San Antonio   | 58     | 0      | 19,6   | 45,3  | 39,1   | 81,2 | 2,52    | 3,05    | 1,14   | 0,19   | 9,57   |
| 2016-2017     | San Antonio   | 69     | 0      | 18,7   | 39,0  | 39,2   | 80,4 | 2,30    | 2,70    | 1,20   | 0,20   | 7,50   |
| 2017-2018     | San Antonio   | 65     | 0      | 20,0   | 43,4  | 33,3   | 84,0 | 2,20    | 2,50    | 0,70   | 0,20   | 8,90   |
| Carrière      | Carrière      | 1057   | 349    | 25,4   | 44,7  | 36,9   | 82,7 | 3,50    | 3,80    | 1,30   | 0,30   | 13,30  |
| All-Star Game | All-Star Game | 2      | 0      | 21,4   | 38,5  | 0,0    | 83,3 | 3,00    | 3,00    | 2,00   | 0,50   | 7,50   |

Note: 
- Cette saison a été réduite de 82 à 66 matchs en raison du Lock out.
- Dernière modification le 17 avril 2018

### Playoffs
Le tableau suivant présente les statistiques individuelles de Manu Ginobili pendant sa carrière professionnelle en playoffs
| Saison   | Équipe      | Matchs | Titul. | Min./m | % Tir | % 3pts | % LF | Rbds/m. | Pass/m. | Int/m. | Ctr/m. | Pts/m. |
| -------- | ----------- | ------ | ------ | ------ | ----- | ------ | ---- | ------- | ------- | ------ | ------ | ------ |
| 2003     | San Antonio | 24     | 0      | 27,5   | 38,6  | 38,4   | 75,7 | 3,83    | 2,92    | 1,71   | 0,38   | 9,42   |
| 2004     | San Antonio | 10     | 0      | 28,0   | 44,7  | 28,6   | 81,8 | 5,30    | 3,10    | 1,70   | 0,10   | 13,00  |
| 2005     | San Antonio | 23     | 15     | 33,6   | 50,7  | 43,8   | 79,5 | 5,78    | 4,22    | 1,22   | 0,26   | 20,83  |
| 2006     | San Antonio | 13     | 11     | 32,8   | 48,4  | 33,3   | 83,9 | 4,54    | 3,00    | 1,46   | 0,54   | 18,38  |
| 2007     | San Antonio | 20     | 0      | 30,1   | 40,1  | 38,4   | 83,6 | 5,45    | 3,70    | 1,65   | 0,20   | 16,65  |
| 2008     | San Antonio | 17     | 6      | 32,9   | 42,2  | 37,3   | 89,6 | 3,76    | 3,94    | 0,59   | 0,29   | 17,82  |
| 2010     | San Antonio | 10     | 10     | 35,2   | 41,4  | 33,3   | 86,6 | 3,70    | 6,00    | 2,60   | 0,20   | 19,40  |
| 2011     | San Antonio | 5      | 5      | 34,9   | 44,3  | 32,1   | 78,0 | 4,00    | 4,20    | 2,60   | 0,60   | 20,60  |
| 2012     | San Antonio | 14     | 2      | 27,9   | 44,8  | 33,8   | 85,7 | 3,50    | 4,00    | 0,71   | 0,29   | 14,36  |
| 2013     | San Antonio | 21     | 3      | 26,7   | 39,9  | 30,2   | 73,8 | 3,71    | 5,00    | 1,14   | 0,29   | 11,52  |
| 2014     | San Antonio | 23     | 0      | 25,5   | 44,1  | 39,0   | 86,2 | 3,26    | 4,13    | 1,57   | 0,09   | 14,35  |
| 2015     | San Antonio | 7      | 0      | 18,7   | 34,9  | 36,4   | 78,3 | 3,43    | 4,57    | 0,57   | 0,86   | 8,00   |
| 2016     | San Antonio | 10     | 0      | 19,2   | 42,6  | 40,9   | 78,3 | 2,70    | 2,50    | 0,80   | 0,30   | 6,70   |
| 2017     | San Antonio | 16     | 1      | 17,8   | 41,2  | 22,5   | 73,9 | 2,40    | 2,40    | 1,00   | 0,10   | 6,60   |
| Carrière | Carrière    | 213    | 53     | 28,0   | 43,3  | 35,9   | 81,7 | 4,00    | 3,80    | 1,30   | 0,30   | 14,10  |

### Records personnels
Les records personnels d'Emanuel Ginóbili, officiellement recensés par la NBA sont les suivants :
| Type de statistique        | Saison régulière | Saison régulière                         | Saison régulière                | Playoffs | Playoffs                                                 | Playoffs                |
| Type de statistique        | Record           | Adversaire                               | Date                            | Record   | Adversaire                                               | Date                    |
| -------------------------- | ---------------- | ---------------------------------------- | ------------------------------- | -------- | -------------------------------------------------------- | ----------------------- |
| Points                     | 48               | @ Suns de Phoenix                        | 21 janvier 2005                 | 39       | SuperSonics de Seattle                                   | 17 mai 2005             |
| Paniers marqués            | 16               | @ Suns de Phoenix                        | 21 janvier 2005                 | 11       | 4 fois                                                   |                         |
| Paniers tentés             | 27               | @ Clippers de Los Angeles                | 9 avril 2005                    | 24       | Suns de Phoenix                                          | 19 avril 2008           |
| Paniers à 3 points réussis | 8                | @ Cavaliers de Cleveland                 | 13 février 2008                 | 6        | Hornets de La Nouvelle-Orléans @ Thunder d'Oklahoma City | 15 mai 2008 25 mai 2014 |
| Paniers à 3 points tentés  | 12               | @ Raptors de Toronto @ Nuggets de Denver | 11 février 2008 23 mars 2011    | 11       | @ Hornets de La Nouvelle-Orléans                         | 19 mai 2008             |
| Lancers francs réussis     | 18               | @ Suns de Phoenix                        | 29 janvier 2009                 | 15       | SuperSonics de Seattle                                   | 17 mai 2005             |
| Lancers francs tentés      | 19               | Jazz de l'Utah                           | 7 décembre 2007                 | 17       | SuperSonics de Seattle                                   | 17 mai 2005             |
| Rebonds offensifs          | 5                | 3 fois                                   |                                 | 5        | @ Mavericks de Dallas                                    | 25 mai 2003             |
| Rebonds défensifs          | 13               | @ Raptors de Toronto                     | 11 février 2008                 | 9        | 4 fois                                                   |                         |
| Rebonds totaux             | 15               | @ Raptors de Toronto                     | 11 février 2008                 | 11       | Suns de Phoenix                                          | 18 mai 2007             |
| Passes décisives           | 15               | Kings de Sacramento                      | 1er mars 2013                   | 11       | 4 fois                                                   |                         |
| Interceptions              | 8                | Lakers de Los Angeles                    | 23 janvier 2008                 | 6        | Mavericks de Dallas                                      | 4 mai 2014              |
| Contres                    | 4                | Raptors de Toronto Jazz de l'Utah        | 9 novembre 2009 18 janvier 2015 | 2        | 8 fois                                                   |                         |
| Balles perdues             | 7                | 3 fois                                   |                                 | 8        | @ Heat de Miami                                          | 18 juin 2013            |
| Minutes jouées             | 50               | @ Clippers de Los Angeles                | 9 avril 2005                    | 45       | Suns de Phoenix                                          | 19 avril 2008           |

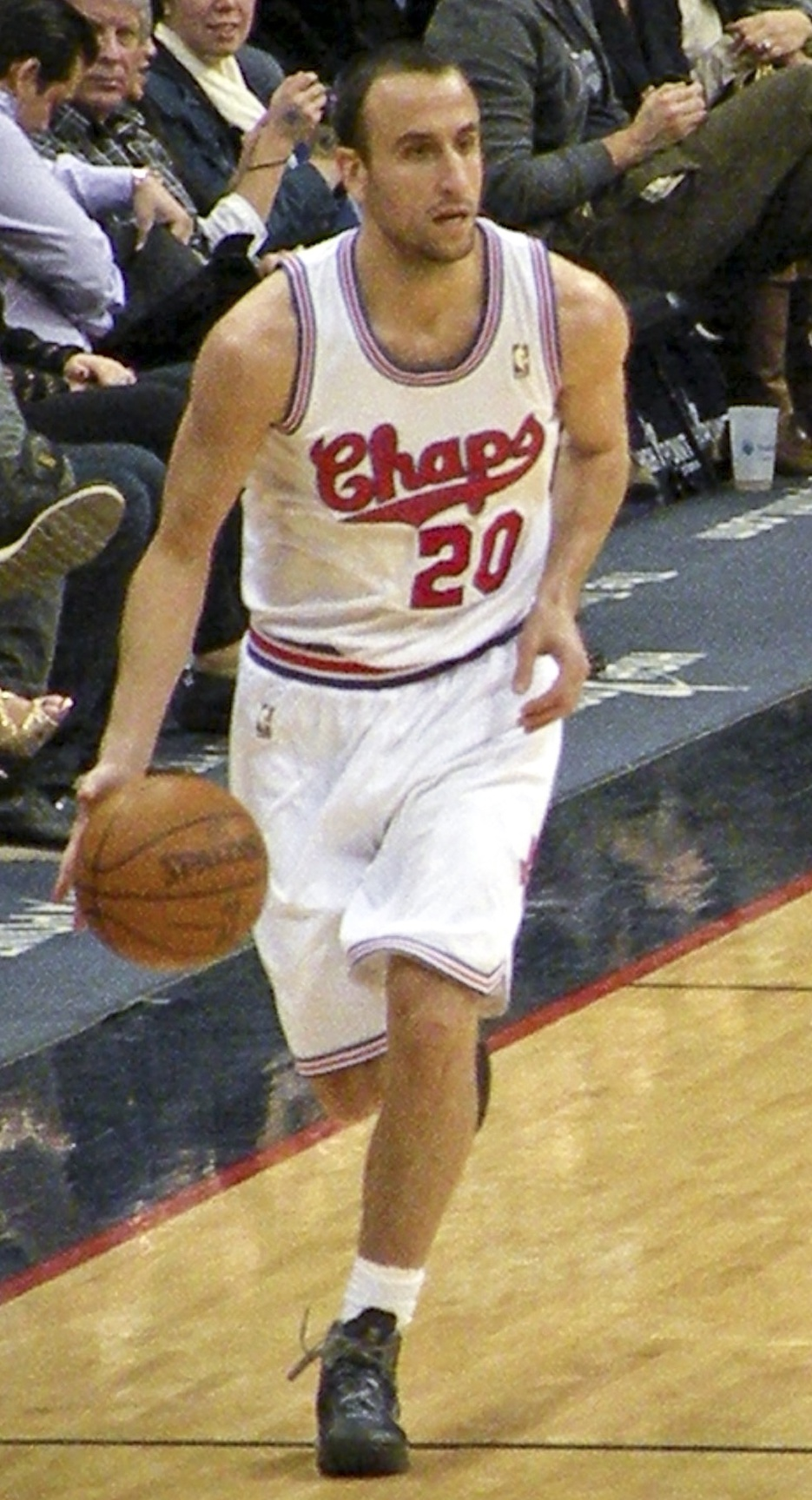
Emanuel Ginóbili en février 2012.

- Double-double : 28 dont 9 en playoffs (au terme de sa carrière).
- Triple-double : aucun.

## Palmarès

### Équipe nationale
- Jeux olympiques d'été
  -  Médaille d'or aux Jeux olympiques de 2004 à Athènes, Grèce.
  -  Médaille de bronze aux Jeux olympiques de 2008 à Pékin, Chine.
- Championnat du monde
  -  Médaille d'argent au Championnat du monde 2002 à Indianapolis, États-Unis.
- Championnat des Amériques
  -  Vainqueur du Championnat des Amériques 2001 à Neuquén, Argentine.
  -  Vainqueur du Championnat des Amériques 2011 à Mar del Plata, Argentine.
  -  Finaliste du championnat des Amériques 2003 à San Juan, Porto Rico
  -  3e du championnat des Amériques 1999 à San Juan, Porto Rico
- Distinctions personnelles : 
  - MVP du tournoi olympique 2004.
  - Nommé dans le premier cinq du Championnat du monde 2002.
  - Nommé dans le premier cinq du Championnat du monde 2006.

### NBA
En franchise
- Champion NBA en 2003, 2005, 2007 et 2014 avec les Spurs de San Antonio.
- Champion de la Conférence Ouest en 2003, 2005, 2007, 2013 et 2014 avec les Spurs de San Antonio.
- Champion de la Division Midwest en 2003 avec les Spurs de San Antonio.
- Champion de la Division Southwest en 2005, 2006, 2009, 2011, 2012 et 2013 avec les Spurs de San Antonio.

Distinctions personnelles
- 2 sélections au NBA All-Star Game en 2005 et 2011.
- NBA Sixth Man of the Year (meilleur 6e homme) en 2008.
- 2 All-NBA Third Team en 2008 et 2011.

### Europe
- Euroligue : 2001.
- Champion d'Italie : 2001.
- Coupe d'Italie : 2001 et 2002.
- MVP de l'Euroligue 2001.

## Pour approfondir